# Acentrogobius nebulosus
Acentrogobius nebulosus es una especie de peces de la familia de los Gobiidae en el orden de los Perciformes.

## Morfología
Los machos pueden llegar a alcanzar los 18 cm de longitud total.

## Hábitat
Es un pez de Mar y, de clima tropical y asociado a los  arrecifes de coral.

## Distribución geográfica
Se encuentra en Australia, Hong Kong, Indonesia, el Japón (incluyendo las Islas Ryukyu), Kenia, Madagascar, Malasia, Mozambique, Nueva Caledonia, Omán, Papúa Nueva Guinea, Samoa, las Seychelles,
Sudáfrica, Taiwán, Tanzania, Tailandia y el Vietnam.

## Observaciones
Es inofensivo para los humanos.